# AEGON Pro Series Sutton
L'AEGON Pro Series Sutton è un torneo professionistico di tennis giocato su campi in cemento. Fa parte dell'ITF Women's Circuit. Si gioca annualmente a Sutton in Gran Bretagna.

## Albo d'oro

### Singolare
| Anno | Campionessa         | Finalista       | Punteggio     |
| ---- | ------------------- | --------------- | ------------- |
| 2010 | Andrea Hlaváčková   | Mallory Cecil   | 6–1, 4–6, 6–4 |
| 2011 | Kristina Mladenovic | Mona Barthel    | 6–3, 1–6, 6–2 |
| 2012 | Richèl Hogenkamp    | Amy Bowtell     | 6–3, 6–2      |
| 2013 | Stephanie Vogt      | Carina Witthöft | 3–6, 6–4, 6–3 |

### Doppio
| Anno | Campionesse                       | Finaliste                         | Punteggio            |
| ---- | --------------------------------- | --------------------------------- | -------------------- |
| 2010 | Irini Georgatou Valerija Savinych | Naomi Cavaday Heather Watson      | 7–5, 2–6, [10–8]     |
| 2011 | Emma Laine Melanie South          | Marta Domachowska Darija Jurak    | 6-3, 5-7, [10-8]     |
| 2012 | Amy Bowtell Quirine Lemoine       | Elixane Lechemia Irina Ramialison | 7–6(5), 6–3          |
| 2013 | Anna Fitzpatrick Jade Windley     | Martina Borecká Petra Krejsová    | 4–6, 7–6(5), [12–10] |